# Аурел-Влайку (Хунедоара)
Аурел-Влайку (рум. Aurel Vlaicu) — село у повіті Хунедоара в Румунії. Адміністративно підпорядковане місту Джоаджу.
Село розташоване на відстані 275 км на північний захід від Бухареста, 28 км на схід від Деви, 99 км на південь від Клуж-Напоки.

## Населення
За даними перепису населення 2002 року у селі проживала 891 особа.
Національний склад населення села:
| Національність | Кількість осіб | Відсоток |
| -------------- | -------------- | -------- |
| румуни         | 875            | 98,2%    |
| німці          | 13             | 1,5%     |

Рідною мовою назвали:
| Мова      | Кількість осіб | Відсоток |
| --------- | -------------- | -------- |
| румунська | 875            | 98,2%    |
| німецька  | 13             | 1,5%     |